# Беньяран, Хосе Мигель
Хосе Мигель Беньяран Орденьяна (исп. José Miguel Beñaran Ordeñana), более известный как Аргала (argala с баск. — «худой»; 7 марта 1949, Арригорриага, Бискайя, Испания — 21 декабря 1978, Англет, Лабурдан, Франция) — баскский революционер-антифранкист, одна из ключевых фигур ЭТА, участник ликвидации франкистского премьер-министра Луиса Карреро Бланко.

## Биография
Родился 7 марта 1949 года в семье бедного рабочего в Арригорриага. Во время обучения в школе рассматривал Примо де Риверу как национального героя, а «красных» — так, как они описывались во всех учебниках: «сброд атеистов, насильников, убийц и врагов Франко». Это создавало конфликтные ситуации дома, так как отец Беньярана был не только баскским патриотом, но и положительно относился к СССР и коммунизму в общем. Так как все родственники в гостях друг у друга общались лишь на баскском, а их дети — друзья Хосе Мигеля — вынуждены были работать с раннего возраста, Беньяран начинает интересоваться баскским вопросом.
Хосе Мигель Беньяран Орденьяна, пытаясь как-то помочь бедным и больным, присоединяется к католической благотворительной организации (исп. Legión de María). В начале 1960-х становится свидетелем конфликтов рабочих с работодателями и подавления этих выступлений со стороны государства. В этот период он обращается к марксистской теории.
Вместе с другими молодыми басками присоединился к ЭТА. В 1968 году в результате арестов и преследований был вынужден покинуть родные места и перебраться в Оньяте. Затем выехал во французскую часть Страны басков, где принял активное участие в разработке планов эволюции организации.
В декабре 1973 года, находясь на нелегальном положении в Мадриде, готовит и организует убийство неофранкиста премьер-министра Луиса Карреро Бланко за продолжение репрессивной политики Франко в отношении трудящихся и национальных меньшинств. Убийство вынудило Карлоса Ариаса Наварро признать необходимость поворота к демократии.
Беньяран вновь оказывается во французской части Страны басков, где работает над реорганизацией ЭТА. Для этого, применяя марксистский анализ, изучает различные аспекты распада франкистского режима и перспективы будущих общественно-политических изменений. Внутренние разногласия в организации привели к расколу на сторонников создания легальной партии и сторонников продолжения подпольной вооружённой борьбы. Последними руководит Аргала.
В октябре 1976 года, будучи депортированным на остров Йе, Беньяран женится и по возвращении на материк останавливается в Англете. 21 декабря 1978 года погибает от взрыва бомбы, установленной на его автомобиле членами «эскадрона смерти».
В 2003 году испанская газета «El Mundo» опубликовала интервью с отставным испанским военным, скрывающимся под псевдонимом «Леонидас». Согласно интервью, Хосе Беньяран был убит испанским ультраправым «эскадроном смерти» из восьми человек, в который входило трое морских офицеров, один военный из ВВС, трое армейских офицеров, один жандарм и один гражданский, которым помогали испанская разведка, бывший ОАСовец француз Жан-Пьер Шери и итальянский неофашист Марио Риччи.